# Lidy van Marissing
Lidwina Maria Irene (Lidy) van Marissing (Bussum, 26 april 1942) is een Nederlandse schrijfster en dichteres.

## Loopbaan
Zij volgde de sociale academie in Amsterdam, de stad waar zij in 1960 ging wonen. In 1964 werd zij medewerkster op de kunstredactie van de Volkskrant. De 28 interviews met kunstenaars die zij voor dat dagblad maakte, werden in 1971 gebundeld uitgegeven.
Zij debuteerde met poëzie in het literair tijdschrift Ontmoeting. In 1965 zond zij een dichtbundel in voor de Reina Prinsen Geerligsprijs.  Die werd toegekend aan Henk van Kerkwijk, maar Van Marissing kreeg een eervolle vermelding. De bundel is echter nooit gepubliceerd.
Voor het tijdschrift Raster was zij mederedacteur van de boeken die in de Rasterreeks verschenen in de jaren 1972-1975. In Raster verschenen haar prozacollages. Door het toepassen van aan de film ontleende montagetechnieken streefde zij ernaar aan te tonen dat de beleving van het individu onbewust wordt gestuurd door de maatschappij. Dit blijkt uit onder meer Ontbinding (een "anti-roman", 1972) en De omgekeerde wereld (1975). Daarmee schaarde zij zich bij de post-avant-garde van Sybren Polet en Jacq Vogelaar, auteurs over wie door critici weleens is opgemerkt dat hun experimentele proza te weinig concessies deed aan de leesbaarheid.
Lidy van Marissing maakte met filmregisseur Frans van de Staak de filmscripts voor Er gaat een eindeloze stoet mensen door mij heen en Op uw akkertje. Haar toneelstuk De vrouw die een rookspoor achterliet verfilmde Van de Staak in 1992 onder de titel Rooksporen.
In april 2024 werd de driejaarlijkse Sybren Poletprijs voor experimentele literatuur aan haar toegekend.

## Werken
- 1971: 28 interviews, non-fictie
- 1972: Ontbinding
- 1975: De omgekeerde wereld. Leesboek voor de middengroepen
- 1976: Het mes in het beeld zetten
- 1979: Het gedroomde leven. Een denkbeeldig onderzoek
- 1981: Er gaat een eindeloze stoet mensen door mij heen, filmscript
- 1981: Reis door loopgraven
- 1982: Op uw akkertje, filmscript
- 1986: De vrouw die een rookspoor achterliet, toneel
- 1988: Twee vrouwen die één keel opzetten
- 1991: De plons van een vlok, poëzie
- 1993: Duizend spiegels
- 1994: De sprong van een slak, poëzie
- 1996: Ontcijferend de gezichten, poëzie
- 1997: Dwaalgasten of de kunst van het vluchten
- 1998: Hoe zij zoekt, poëzie
- 2001: Een kraken is te horen, poëzie
- 2003: Kamer waarin lichtvlek, poëzie
- 2006: De autobiografie van Laura X
- 2008: Zoek de lege gebieden, poëzie
- 2024: De verwerping van het stilzitten, poëzie

- Gemeinsame Normdatei: 137164378
- International Standard Name Identifier: 0000 0000 2496 7778
- Nederlandse Thesaurus van Auteursnamen: 068433956
- Virtual International Authority File: 81393452